# Charles Texier
Charles Félix Marie Texier (Versalles, 22 de agosto de 1802 - París, 1871) fue un historiador, arquitecto y arqueólogo francés, conocido por ser el descubridor de las ruinas de la antigua capital hitita de Hattusa.

## Biografía
Se formó como arquitecto en la Escuela de Bellas Artes (París). Fue nombrado inspector de obras públicas en 1827. En 1828-1829 se llevó a cabo excavaciones en Fréjus y Ostia, en nombre de la Academia de Bellas Artes. 
En 1833, Texier fue nombrado por el Ministerio de Cultura francés para llevar a cabo una misión exploratoria en Asia Menor, donde viajó por las regiones de Frigia, Capadocia y Licaonia. En 1834 descubrió las ruinas de la antigua capital hitita de Hattusa. Más tarde en esa década participó en una expedición que lo llevó a Armenia, Mesopotamia y Persia.
En 1840 fue nombrado profesor adjunto de Arqueología del Colegio de Francia, y en 1855 fue elegido miembro de la Academia de las inscripciones y lenguas antiguas. Publicó libros y artículos importantes sobre sus viajes por Asia Menor y el Oriente Medio, que incluye descripciones y mapas de sitios antiguos, informes de geografía regional y geología, y descripciones relacionados con obras de arte y arquitectura.

## Publicaciones
- Description de l'Asie Mineure faite par ordre du gouvernement français de 1833 à 1837 et publiée par le ministère de l'Instruction publique, 1849, ouvrage dédié à Louis Philippe.
- Description géographique, historique et archéologique des provinces et des villes de la Chersonnèse d'Asie (Paris, Firmin Didot, 1862, 1882). Asia Menor, descripciones geográficas, históricas y arqueológicas de las provincias y ciudades del Quersoneso de Asia 1842.
- Description de l'Arménie et de la Perse, de la Mésopotamie (Paris, 1842-1845). Descripción de Armenia y Persia en Mesopotamia.
- Édesse et ses monuments (Paris, 1859). Edesa y sus monumentos.
- L'Architecture byzantine ou recueil de monuments des premiers temps du christianisme en Orient, Londres, 1864 (avec R.P. Pullar). Arquitectura bizantina o colección de monumentos de los primeros tiempos del Cristianismo en Oriente.
- The principal ruins of Asia Minor, Londres, 1865 (avec R.P. Pullar). Las principales ruinas de Asia Menor.
- Mémoires sur la Ville et le port de Fréjus, 1847 - Memorias de la ciudad y el puerto de Fréjus.